# Auta

Zygzak McQueen w muzeum w Kalifornii

Auta (ang. Cars) – amerykański, pełnometrażowy film animowany z 2006 roku stworzony przez firmę Pixar we współpracy z firmą Disney. Inspiracją dla stworzenia filmu była autentyczna historia miasteczka Peach Springs w północno-zachodniej Arizonie. Jego kontynuacja Auta 2 powstała w 2011 roku, a trzecia część Auta 3 w 2017 roku. Film doczekał się także krótkometrażówki Złomek i błędny ognik (2006) oraz trzech miniseriali: Bujdy na resorach (2008-2012), Opowieści z Chłodnicy Górskiej (2013-2014) oraz Auta w trasie (2022).
Film jest dedykowany Joe Ranftowi, jednemu z producentów Pixar, tragicznie zmarłemu w wypadku samochodowym.
Premiera filmu w Polsce w kinach odbyła się w dzień ojca 23 czerwca 2006 roku z dystrybucją Forum Film Poland. Film wydany na DVD i VHS w listopadzie 2006 roku z dystrybucją Imperial Entertainment. Film wydany na Blu-Ray z dystrybutorami: CD Projekt i Galapagos Films. Film wyemitowany w telewizji na kanałach: TVP1, Polsat, Polsat Film, Puls 2, Disney Channel, Disney XD, Disney Junior, HBO, HBO 2, HBO 3.

## Fabuła
Akcja filmu ukazuje świat antropomorficznych samochodów, który został osadzony w realiach dzisiejszych Stanów Zjednoczonych. Głównym bohaterem jest młoda, zarozumiała i samolubna wyścigówka, Zygzak McQueen. Osią fabuły są zawody o trofeum Złotego Tłoka. Zwycięzca trofeum może liczyć na sponsoring koncernu Dinoco, którego obecną twarzą jest odchodzący na emeryturę Król. Głównymi rywalami Króla są Zygzak oraz Marek Marucha. Zygzak jedzie bardzo brawurowo, nie chcąc tracić czasu nie zmienia opon i choć wysuwa się na prowadzenie, tuż przed metą dwie jego opony pękają i linię mety przekraczają trzy samochody jednocześnie – McQueen, Król oraz Marucha. „Dogrywka”, w której te właśnie trzy auta mają wziąć udział, ma się odbyć tydzień później w dalekiej Kalifornii.
McQueen, chcąc być w Kalifornii najszybciej z całej trójki, aby móc jak najdłużej trenować na tamtejszym torze, każe swojej ciężarówce – Mańkowi – wyjechać w drogę jeszcze tego samego wieczoru i nigdzie się nie zatrzymywać. W nocy pojawia się gang Delinquent Road Hazards, który „pomaga” Mańkowi zasnąć i spycha go na pobocze. Mańkowi otwiera się tylna klapa i na autostradę wypada przerażony McQueen. Zdezorientowany zaczyna on gonić czerwoną ciężarówkę, którą mylnie bierze za Mańka i skręca za nią w boczną drogę. Kiedy ją dogania, okazuje się, że to nie Marian; McQueen zostaje sam na ciemnej pustyni. Na dodatek podczas pościgu za ciężarówką przekroczył dozwoloną prędkość, jako samochód wyścigowy nie posiada także świateł. Zauważa go szeryf pobliskiego miasteczka i zaczyna go gonić. McQueen ucieka – wskutek nieszczęśliwego splotu okoliczności niszczy spory kawałek asfaltu lokalnej drogi, po czym wpada w ręce szeryfa.
Nazajutrz McQueen dowiaduje się, że trafił do na wpół opuszczonego, odciętego od świata miasteczka, Chłodnicy Górskiej. Jego mieszkańcy postanawiają, że wypuszczą go, kiedy naprawi zniszczoną przez siebie drogę. Nie zważając na protesty i zapewnienia McQueena, że jest wyścigówką, zaprzęgają go do maszyny kładącej asfalt.
Naprawa drogi – słynnej Trasy 66 – udaje się Zygzakowi dopiero za drugim podejściem. W trakcie pobytu w Chłodnicy odkrywa, że jej wójt to legenda wyścigów, słynny Hudson „Huragan” Hornet, jedyny zdobywca trzech Złotych Tłoków z rzędu. Karierę Hudsona w latach 50. zakończył niefortunny wypadek. McQueen zaprzyjaźnia się z mieszkańcami miasta, zwłaszcza z piękną Sally Carrera, jednak jego obecność sprawia, że do Horneta wracają niechciane wspomnienia. Wójt zawiadamia prasę i organizatorów wyścigów o miejscu pobytu Zygzaka. Wkrótce w mieście zjawia się Maniek w asyście tłumów dziennikarzy. Zygzak jest rozdarty między pragnieniem zwycięstwa a rodzącym się uczuciem do Sally, w końcu jednak odjeżdża.
Wyścig w Kalifornii zaczyna się dla niego niefortunnie – McQueen nie może się skupić i ma problemy z dogonieniem rywali. Wciąż myśli o Sally. Nagle w słuchawkach słyszy głos Hudsona – okazuje się, że jego przyjaciele z Chłodnicy Górskiej przyjechali mu towarzyszyć, a sam Hudson przejmuje rolę szefa jego ekipy technicznej. Dzięki jego radom i zachętom Zygzak brawurowo nadrabia straty i wyprzedza rywali. O krok od zwycięstwa spostrzega, że Marucha nieczystym zagraniem spycha z toru Króla, który ulega wypadkowi. Przypominając sobie wypadek Hudsona, który zakończył karierę mistrza, Zygzak hamuje tuż przed linią mety, puszcza Maruchę przodem i wraca po poobijanego Króla. Popychając go przed sobą przetacza go przez linię mety ze słowami „Król musi ukończyć ostatni wyścig”. Marucha zostaje oficjalnym zwycięzcą, ale wszyscy kibice i komentatorzy są po stronie Zygzaka. Dinoco oferuje sponsoring McQueenowi, ten jednak uprzejmie odmawia, postanawiając pozostać lojalnym swojemu dotychczasowemu sponsorowi.
Po wyścigu McQueen wraca do Chłodnicy na stałe, zakłada tam swoją bazę treningową. Dzięki niemu miasto wraca na mapę.
Film został zadedykowany Joemu Ranftowi.

## Odpowiedniki pojazdów
- Zygzak McQueen – fikcyjny samochód wyścigowy NASCAR (wzorowany na Chevrolet Corvette C6)
- Złomek – Chevrolet Task-Force 3800 (1955)
- Sally Carrera – Porsche 911 (2002)
- Wójt Hudson – Hudson Hornet (1951)
- Pan Król – Plymouth Superbird (1970)
- Luigi – Fiat 500 (1959)
- Guido – fikcyjny wózek widłowy wzorowany na BMW Isetta
- Ogórek – Volkswagen Transporter Typ 2 (T1) (1960)
- Gienia – Ford T (1923)
- Szeryf – Mercury Eight III (1949)
- Maniek – Mack Super-Liner (1985)
- Szaruś – International 9400i (2006)
- Roman – Chevrolet Impala (1959)
- Lola – Plymouth Fury (1958)
- Edek – Seagrave (1960)
- Kamasz – Willys MB
- Czesio – Dodge Dart (1963)
- Wiesio – Dodge A100 (1964)
- Tex – Cadillac Coupe de Ville
- Linda Zawierucha – Mercury Marquis Colony Park (1974)
- Muchy – Volkswagen Garbus
- Traktory – Farmall A
- Darrel Cartrip – Chevrolet Monte Carlo (1977)
- Bob Cutlass – Oldsmobile Aurora
- Karlos – Mitsubishi Eclipse 2
- Kori Turbowitz – Ford Puma (1997)
- Niunia i Dziunia – Mazda MX-5 (1992)
- Van – Ford Windstar (2003)
- Minny – Dodge Caravan (1993)
- Junior – Chevrolet Monte Carlo NASCAR
- Fred – Renault 12 (1970)
- Marek Marucha – Buick Regal (1980)
- Mario Andretti – Ford Fairlane (1967)
- Michael Schumacher – Ferrari F430
- Lee Revkins – Dodge Viper
- Chuck Armstrong, Mac iCar – Honda S2000

### Delinquent Road Hazards
Delinquent Road Hazards to filmowy gang piratów drogowych. Członkami gangu są:
- Boost – Nissan Silvia (2000)
- DJ (pełne imię: Devon Montgomery Johnston) – Scion xB (2004)
- Wingo – Mitsubishi Eclipse (1994)
- Kichacz – Dodge Challenger (1970)

Samochody posiadają tablice rejestracyjne ze swoim imieniem oraz z nazwą miasta (oprócz DJ-a).
Można je zauważyć na firmowych zabawkach z filmu.
- Boost – Nitropolis
- Wingo – Spoilerville
- Kichacz – Drag City
- DJ – Treble Town

Gang podczas jazdy autostradą zauważa przysypiającego Mańka. DJ włącza senną, spokojną piosenkę, która usypia jadącego Mańka. Boost i Wingo spychają ciężarówkę na Barierkę; wstrząsy powodują, że w naczepie spadają zabawki, otwiera się klapa i ze środka wytacza się śpiący Zygzak.
W końcówce filmu widać, że cały gang został schwytany i skierowany do napraw dróg z maszyną asfaltową Bessie.

## Obsada
| Obsada              | Polska wersja językowa  | Postać                      | Postać                         |
| Obsada              | Polska wersja językowa  | Polskie imię                | Oryginalne imię                |
| ------------------- | ----------------------- | --------------------------- | ------------------------------ |
| Owen Wilson         | Piotr Adamczyk          | Zygzak McQueen              | Lightning McQueen              |
| Paul Newman         | Daniel Olbrychski       | Hudson Hornet               | Hudson Hornet                  |
| Bonnie Hunt         | Dorota Segda            | Sally Carrera               | Sally Carrera                  |
| Larry the Cable Guy | Witold Pyrkosz          | Złomek                      | Tow Mater                      |
| George Carlin       | Jerzy Kryszak           | Ogórek                      | Filmore                        |
| Paul Dooley         | Włodzimierz Bednarski   | Kamasz                      | Sarge                          |
| Cheech Marin        | Damian Damięcki         | Roman                       | Ramone                         |
| Jennifer Lewis      | Stanisława Celińska     | Lola                        | Flo                            |
| Tony Shalhoub       | Artur Barciś            | Luigi                       | Luigi                          |
| Guido Quaroni       | Danilo de Girolamo      | Guido                       | Guido                          |
| Michael Wallis      | Krzysztof Kowalewski    | Szeryf                      | Sheriff                        |
| Katherine Helmond   | Ewa Wiśniewska          | Gienia                      | Lizzie                         |
| Joe Ranft           | Paweł Szczesny          | Edek                        | Red                            |
| Richard Petty       | Andrzej Blumenfeld      | Strip „Pan Król” Zawierucha | Strip „The King" Weathers      |
| Michael Keaton      | Adam Ferency            | Marek „Grzmot” Marucha      | Chick „Thunder” Hicks          |
| John Ratzenberger   | Sylwester Maciejewski   | Marian                      | Mack                           |
| Bob Costas          | Włodzimierz Zientarski  | Bob Kordek                  | Bob Costas                     |
| Darrell Waltrip     | Maciej Zientarski       | Darrel Caltrip              | Darrel Caltrip                 |
| Tom Magliozzi       | Robert Rozmus           | Czesio Zadoluks             | Rusty Rust-eze                 |
| Ray Magliozzi       | Piotr Gąsowski          | Wiesio Zadoluks             | Dusty Rust-eze                 |
| Humpy Wheeler       | Włodzimierz Press       | Tex Dinoco                  | Tex Dinoco                     |
| Lynda Petty         | Barbara Zielińska       | Linda "Pani Król" Zasłodka  | Linda „Mrs. The King” Weathers |
| Jeremy Piven        | Wojciech Wysocki        | Harv                        | Harv                           |
| Sarah Clark         | Martyna Wojciechowska   | Kori Turbowicz              | Kori Turbowitz                 |
| Richard Kind        | Jarosław Gajewski       | Van                         | Van                            |
| Edie McClurg        | Joanna Jeżewska         | Mini                        | Minnie                         |
| Andrew Stanton      | Sławomir Pacek          | Fred                        | Fred                           |
| Michael Schumacher  | Wojciech Paszkowski     | Michael Schumacher Ferrari  | Michael Schumacher Ferrari     |
| Mario Andretti      | Paweł Szczesny          | Mario Andretti              | Mario Andretti                 |
| Jonas Rivera        | Cezary Kwieciński       | Norbi                       | Boost                          |
| E.J. Holowicki      | Karol Wróblewski        | DJ                          | DJ                             |
| Mike Nelson         | Cezary Kwieciński       | Nie-Ziutek                  | Not Chuck                      |
| Lindsey Collins     | Julia Kołakowska-Bytner | Niunia                      | Mia                            |
| Elissa Knight       | Monika Pikuła           | Dziunia                     | Tia                            |
| Billy Crystal       | Wojciech Paszkowski     | Mike                        | Mike                           |
| John Goodman        | Paweł Sanakiewicz       | Sulley                      | Sulley                         |
| Tom Hanks           | Robert Czebotar         | Chudy                       | Woody                          |
| Tim Allen           | Łukasz Nowicki          | Buzz Autoastral             | Buzz Light Car                 |